# Episodi di The Donna Reed Show (terza stagione)
La terza stagione della serie televisiva The Donna Reed Show è stata trasmessa in anteprima negli Stati Uniti d'America dalla ABC tra il 15 settembre 1960 e l'8 giugno 1961.
| nº | Titolo originale                | Titolo italiano | Prima TV USA      | Prima TV Italia |
| -- | ------------------------------- | --------------- | ----------------- | --------------- |
| 1  | Weekend                         |                 | 15 settembre 1960 |                 |
| 2  | The Mystery Woman               |                 | 22 settembre 1960 |                 |
| 3  | Donna Decorates                 |                 | 29 settembre 1960 |                 |
| 4  | The Love Letter                 |                 | 6 ottobre 1960    |                 |
| 5  | How the Other Side Lives        |                 | 20 ottobre 1960   |                 |
| 6  | Alex's Twin                     |                 | 27 ottobre 1960   |                 |
| 7  | Worried, Anyone?                |                 | 3 novembre 1960   |                 |
| 8  | Higher Learning                 |                 | 10 novembre 1960  |                 |
| 9  | Never Marry a Doctor            |                 | 17 novembre 1960  |                 |
| 10 | It Only Hurts When I Laugh      |                 | 24 novembre 1960  |                 |
| 11 | The Model Daughter              |                 | 1º dicembre 1960  |                 |
| 12 | Decisions, Decisions, Decisions |                 | 8 dicembre 1960   |                 |
| 13 | Donna Goes to a Reunion         |                 | 15 dicembre 1960  |                 |
| 14 | Someone Is Watching             |                 | 22 dicembre 1960  |                 |
| 15 | The Lean and Hungry Look        |                 | 29 dicembre 1960  |                 |
| 16 | Character Building              |                 | 5 gennaio 1961    |                 |
| 17 | World's Greatest Entertainer    |                 | 12 gennaio 1961   |                 |
| 18 | Variations on a Theme           |                 | 19 gennaio 1961   |                 |
| 19 | The Stones Go to Hollywood      |                 | 26 gennaio 1961   |                 |
| 20 | Donna Directs a Play            |                 | 2 febbraio 1961   |                 |
| 21 | Trip to Nowhere                 |                 | 9 febbraio 1961   |                 |
| 22 | The Geisha Girl                 |                 | 16 febbraio 1961  |                 |
| 23 | The Busy People                 |                 | 23 febbraio 1961  |                 |
| 24 | Tony Martin Visits              |                 | 2 marzo 1961      |                 |
| 25 | Aunt Belle's Earrings           |                 | 9 marzo 1961      |                 |
| 26 | The Poodle Parlor               |                 | 16 marzo 1961     |                 |
| 27 | Mary's Heart Throb              |                 | 23 marzo 1961     |                 |
| 28 | Donna's Helping Hand            |                 | 30 marzo 1961     |                 |
| 29 | The Merry Month of April        |                 | 6 aprile 1961     |                 |
| 30 | Music Hath Charms               |                 | 13 aprile 1961    |                 |
| 31 | Let's Look at Love              |                 | 20 aprile 1961    |                 |
| 32 | For Better or Worse             |                 | 27 aprile 1961    |                 |
| 33 | Jeff, the Treasurer             |                 | 4 maggio 1961     |                 |
| 34 | The Good Guys and the Bad Guys  |                 | 11 maggio 1961    |                 |
| 35 | Military School                 |                 | 18 maggio 1961    |                 |
| 36 | Mary's Driving Lesson           |                 | 25 maggio 1961    |                 |
| 37 | The Mustache                    |                 | 1º giugno 1961    |                 |
| 38 | Mary's Little Lambs             |                 | 8 giugno 1961     |                 |